# KB体育馆站
KB体育馆站（丹麦语：KB Hallen Station）是哥本哈根市郊铁路的一个车站，而附近的KB体育馆而得名。

## 外部連結
- 丹麦国家铁路官网对KB体育馆站的介绍（页面存档备份，存于）（丹麦文）